# Schizodactylus monstrosus
Schizodactylus monstrosus är en insektsart som först beskrevs av Dru Drury 1773.  Schizodactylus monstrosus ingår i släktet Schizodactylus och familjen Schizodactylidae. Inga underarter finns listade i Catalogue of Life.

## Bildgalleri

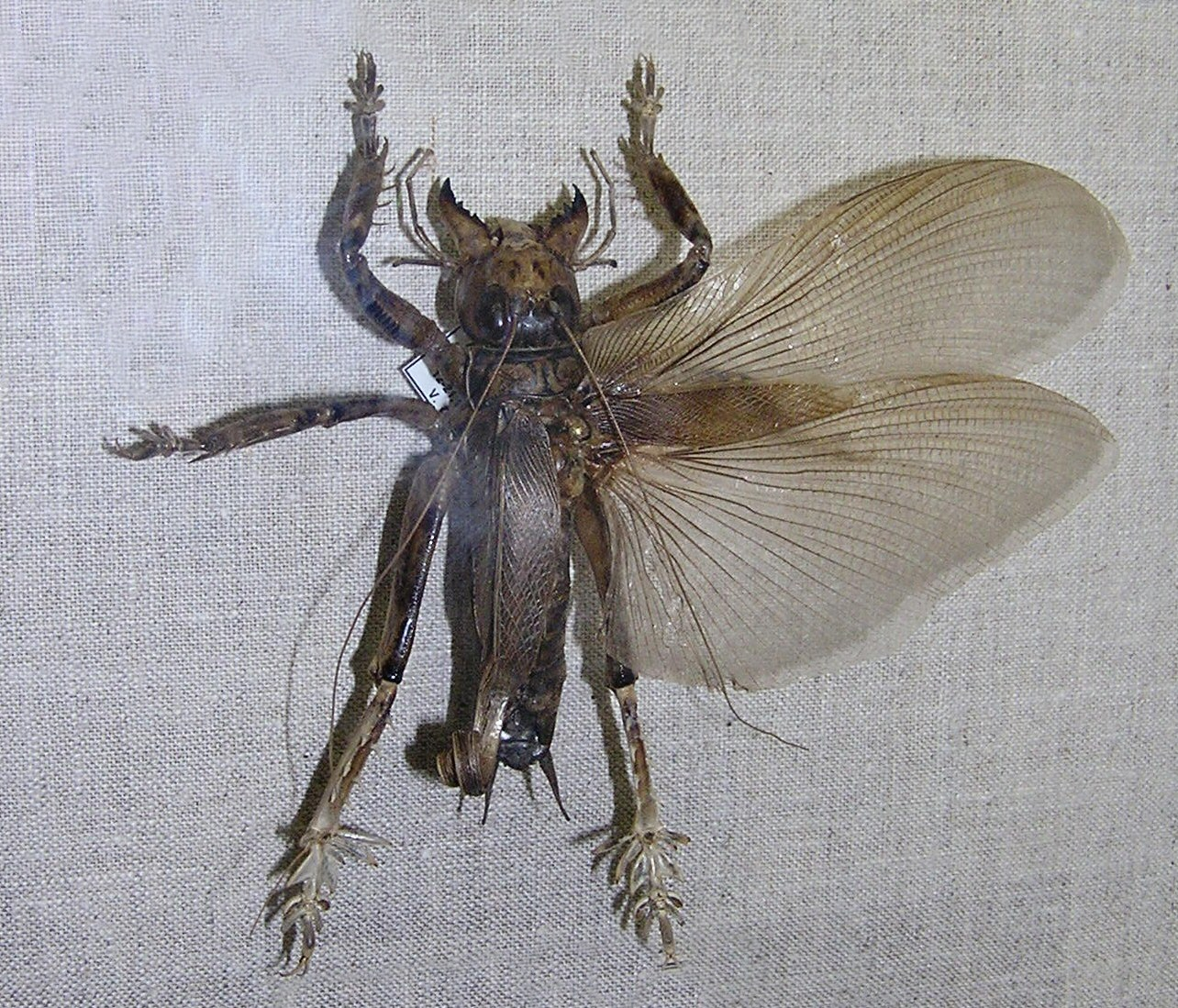
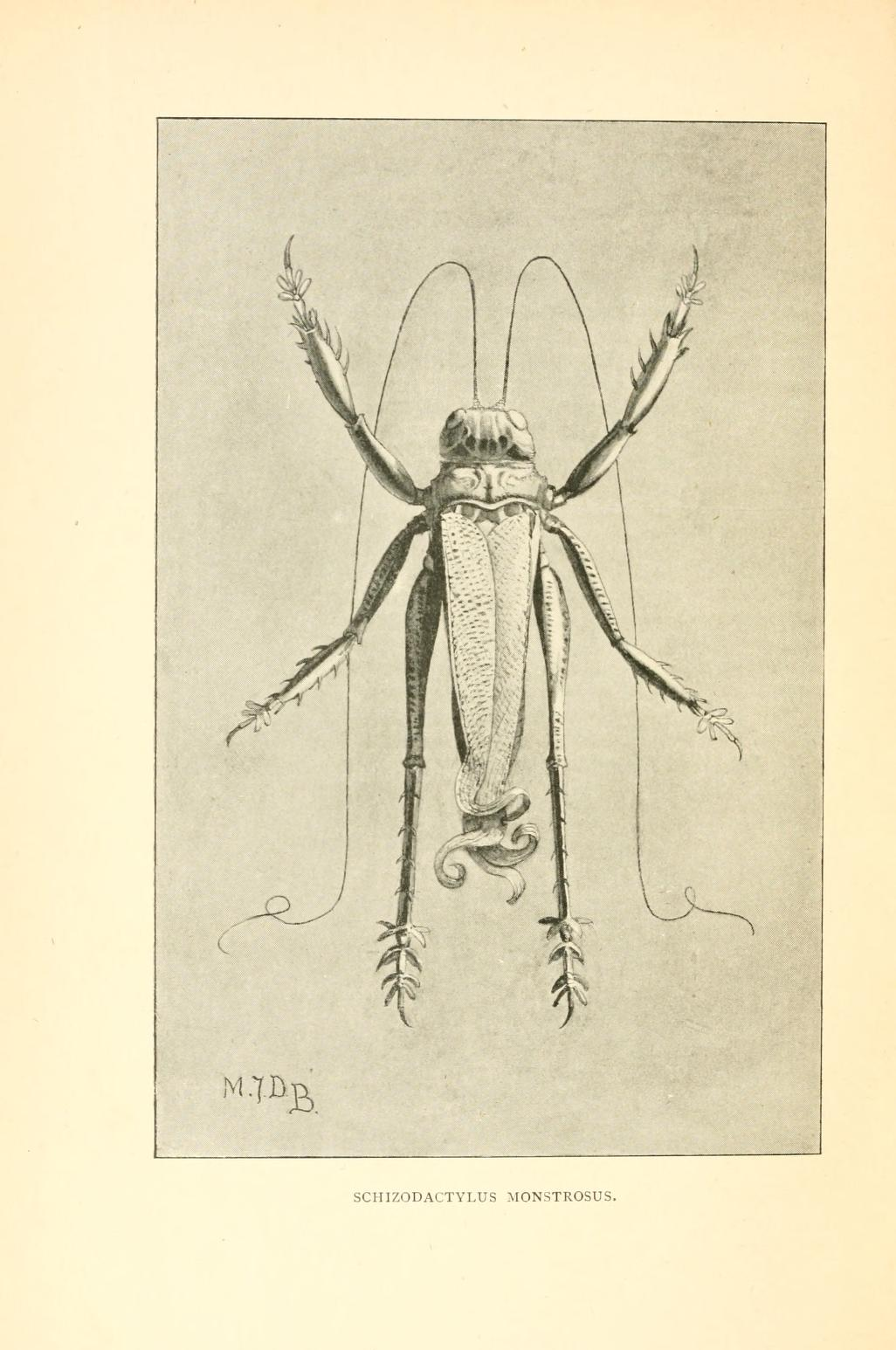